# From the Vault: Dragons
(dal testo di colore di Nicol Bolas)
From the Vault: Dragons è un set speciale del gioco di carte collezionabili Magic: l'Adunanza edito da Wizards of the Coast. In vendita in tutto il mondo dal 29 agosto 2008 ma solo in lingua inglese, questo set è stato pubblicato per commemorare il 15º anniversario del gioco.

## Caratteristiche
(Sarkhan Vol)
Dragons è un cofanetto contenente una selezione di quindici carte sul tema dei draghi. Tutte le carte sono a bordo nero, e sono state stampate con un metodo di stampa olografica mai utilizzato prima nel gioco. Sette carte inoltre presentano una nuova illustrazione creata apposta per l'occasione.
Il simbolo dell'espansione sono le ali di un drago, e si presenta con il colore usato abitualmente nei set di espansione tradizionali per indicare le carte rare: l'oro.
Una di queste carte, il Signore Supremo dei Nibbi Infernali, sarebbe dovuta essere pubblicata per la prima volta nell'espansione Frammenti di Alara, la cui uscita è avvenuta il 3 ottobre 2008, quindi è stata resa disponibile per i giocatori in anteprima, un evento più unico che raro nella storia del gioco.

## Lista delle carte
- Alaspada il Risorto (dall'espansione Flagello)
- Nibbio Infernale di Bogardan (dall'espansione Spirale Temporale)
- Draco (dall'espansione Congiunzione)
- Cucciolo di Drago (nuova illustrazione, presente in tutti i set base fino alla Quarta Edizione compresa e nel set di espansione Spirale Temporale)
- Dracotempesta (dai set di espansione Flagello e Spirale Temporale)
- Drago d'Ebano (dal set introduttivo Portal)
- Forma del Drago (nuova illustrazione, dall'espansione Flagello e dal set base Nona Edizione)
- Signore Supremo dei Nibbi Infernali (sarà presente nell'espansione Frammenti di Alara)
- Kokusho, la stella della Sera (dall'espansione Campioni di Kamigawa)
- Nicol Bolas (nuova illustrazione, dai set di espansione Leggende e Spirale Temporale)
- Niv-Mizzet, il Mentefiamma (dall'espansione Patto delle Gilde)
- Rith, il Risvegliatore (nuova illustrazione, dall'espansione Invasione)
- Drago di Shivan (nuova illustrazione, presente nel set speciale Beatdown oltre che in tutti i set base dall'inizio del gioco a parte la Sesta Edizione)
- Drago dei Fulmini (nuova illustrazione, dal set introduttivo Starter 1999)
- Drago a due Teste (nuova illustrazione, dall'espansione Maschere di Mercadia e dal set base Ottava Edizione)